# 比利亚沃纳
比利亚沃纳（西班牙語：Villabona）是西班牙巴斯克自治区吉普斯夸省的一个市镇。总面积18平方公里，总人口5672人（2001年），人口密度315人/平方公里。